# Borgomasino
Borgomasino is een gemeente in de Italiaanse provincie Turijn (regio Piëmont) en telt 819 inwoners (31-12-2004). De oppervlakte bedraagt 12,5 km², de bevolkingsdichtheid is 66 inwoners per km².

## Demografie
Borgomasino telt ongeveer 384 huishoudens. Het aantal inwoners daalde in de periode 1991-2001 met 4,2% volgens cijfers uit de tienjaarlijkse volkstellingen van ISTAT.
| Jaar | Inwoneraantal |
| ---- | ------------- |
| 1991 | 818           |
| 2001 | 784           |

## Geografie
Borgomasino grenst aan de volgende gemeenten: Caravino, Borgo d'Ale (VC), Vestignè, Cossano Canavese, Vische, Maglione, Moncrivello (VC).
1. ↑  https://demo.istat.it/?l=it.